# Suurijärvi (sjö i Sulkava, Södra Savolax)
Suurijärvi är en sjö i kommunen Sulkava i landskapet Södra Savolax i Finland. Arean är 44 hektar och strandlinjen är 6,26 kilometer lång. Sjön  ingår i Vuoksens huvudavrinningsområde.   Den ligger omkring 65 kilometer öster om S:t Michel och omkring 260 kilometer nordöst om Helsingfors. 